# Lingora vesca
Lingora vesca is een schietmot uit de familie Conoesucidae. De soort komt voor in het Australaziatisch gebied.